# هیرومی ماتسوئورا
هیرومی ماتسوئورا (انگلیسی: Hiromi Matsuura؛ زاده ۳۱ اوت ۱۹۸۴) یک بازیگر پورنوگرافی اهل ژاپن است.